# Принцип Фішера
Принцип Фішера — еволюційна модель, яка пояснює, чому переважаючим в природі є співвідношення статей різновидів живих організмів, приблизно 1:1; при якому гени для відтворення більшої кількості особин обох  статей вирівнюються в популяції, тому що кожна стать поставляє рівно половину генів всіх майбутніх поколінь.
Теорію було ґрунтовно викладено  Рональдом Фішером в книзі 1930 р. «Генетична теорія природного відбору» (але невірно приписана Фішеру як його оригінальна ідея). Проте, А. В. Ф. Едвардс (англ. Anthony William Fairbank Edwards) відзначив, що це «ймовірно, найвідоміший принцип в еволюційній біології». Зокрема, Фішер сформулював свою теорію з точки зору  батьківських витрат, і передбачив, що батьківські витрати на обидві статі повинні бути рівними. Співвідношення статей, близьке до співвідношення 1:1, відоме як «фішерівська рівновага», і ті співвідношення статей, які розходяться з цією пропорцією, (1:1) — «нефішерівські» або «екстраординарні» співвідношення, оскільки вони порушують допущення, зроблені в запропонованій Фішером моделі.

## Базове пояснення
Вільям Гамільтон дав таке базове пояснення в своїй праці 1967 р. «Екстраординарне співвідношення статей», при умові, що виробництво самців і самок коштує однаково:
1. Припустимо, що самців народжується менше ніж самиць.
2. Тоді новонароджений самець має більші шанси спаруватись і залишити потомство.
3. Батьки, генетично схильні народжувати самців, мають більше онуків.
4. Гени, схильні до продукування самців, поширюються.
5. З наближенням співвідношення до 1:1 перевага зникає.
6. Те саме працює й навпаки, тому 1:1 є рівноважним співвідношенням.

Говорячи сучасною мовою, співвідношення 1:1 є  еволюційно стабільною стратегією (ESS).

## Батьківські витрати
Сам Фішер визнав, що його принцип справедливий лише при дотриманні приблизної рівності батьківських витрат (енерго-витрат) при відтворенні чоловічих і жіночих особин. Якщо відтворення самців обходиться «дорожче», ніж тієї ж кількості самок, тоді еволюційно розмірене співвідношення статей буде зміщено в бік домінування самок, і навпаки. Водночас особини, які відтворюють «дорогих» самців в перспективі залишать потомство, що має більше репродуктивне значення, і стануть прабатьками більшої частки майбутніх поколінь, ніж особини, які відтворюють «недорогих» самок. Це, в свою чергу, сприятиме  природному відбору, який посилить потомство тих особин, які зможуть скоротити свої батьківські витрати при відтворенні/вирощуванні нащадків чоловічої статі. Таким чином, це призведе до підвищення їх статевого коефіцієнта в популяції, поки батьківські витрати на самців не стануть рівними батьківським витратам на самок.

## Приклади
Принцип Фішера сягає своїм корінням в концепцію частотно-залежного відбору, хоча і не залежить від частоти відбору по суті. Принцип Фішера, наприклад, пояснює, яким чином природний відбір може діяти на гени, які впливають на кількість онуків людини, не впливаючи на кількість його дітей.
Фішер передбачив, що батьки будуть розподіляти свої ресурси порівну між усіма своїми дітьми, незалежно від статі, тому що кожна стать поставляє рівно половину генів всіх майбутніх поколінь. В результаті, ті гени, які змушують батьків, нерівномірно «інвестувати» в залежності від статі дітей, як правило, мають тенденцію бути відсіяними природним відбором. Фішер знав, що у людей народжується більше хлопчиків, ніж дівчаток, в той же час хлопчики мають більше шансів померти в дитинстві. Як наслідок, міркував він, батьківські витрати на хлопчиків, як правило, менші, оскільки частина з них може померти до закінчення терміну піклування батьків, і наслідком чого є більш високий відсоток народжень немовлят чоловічої статі, щоб зрівняти батьківські інвестиції в кожну стать.
Принцип Фішера був перевірений французькими та португальськими біологами на звичайному павутинному кліщі (Tetranychus urticae); результати цих дослідів, що виявилися позитивними, було опубліковано в журналі «Science».
Принцип Фішера є також попередником еволюційної теорії ігор. Роберт Макартур (1965) вперше запропонував застосувати до співвідношення статей мову  теорії ігор, і це згодом було підхоплено Гамільтоном (1967), який назвав точку рівноваги « непереможною стратегією» (unbeatable strategy). «Непереможна стратегія» Гамільтона була уточнена Джоном Мейнард-Смітом і  Джорджем Робертом Прайсом (1973) в їхній концепції еволюційно стабільної стратегії (англ. evolutionarily stable strategy), яка не може бути захоплена стратегією мутацій.
Концепція Фішера щодо батьківських витрат (тепер називається Батьківський внесок), розроблена, зокрема,  Робертом Тріверсом, в даний час — це важливе поняття в екології.

## Авторство
Історичне дослідження Едвардса показано, що принцип неправильно приписується Фішеру (але його ім'я вже увійшло в загальне користування, і це положення навряд чи зміниться). Чарлз Дарвін був першим, хто сформулював аналогічний принцип в першому виданні «Походження людини», але виключив його з другого видання книги. Також, Карл Дьюзинг з Єнського університету опублікував цей принцип в трьох своїх роботах між 1883 і 1884 роками, і він, в основному, ідентичний пізній моделі за авторством Шоу та Молера.

## Виноски
1. 1 2 3 4  (англ.) Edwards, A.W.F. (1998). Natural Selection and the Sex Ratio: Fisher's Sources. American Naturalist. 151 (6): 564—569. doi:10.1086/286141. PMID 18811377.
2. 1 2 3  (англ.) Hamilton, W.D. (1967). Extraordinary sex ratios. Science. 156 (3774): 477—488. Bibcode:1967Sci...156..477H. doi:10.1126/science.156.3774.477. PMID 6021675. Архів оригіналу за 5 вересня 2010. Процитовано 15 вересня 2014.
3. 1 2  (англ.) Maynard Smith, J; Price, G.R. (1973). The logic of animal conflict. Nature. 246 (5427): 15—18. Bibcode:1973Natur.246...15S. doi:10.1038/246015a0. Архів оригіналу за 27 березня 2017. Процитовано 15 вересня 2014.
4. ↑  (англ.) MacArthur, R. H. (1965). in: Theoretical and mathematical biology T. Waterman & H. Horowitz, eds. Blaisdell: New York.
5. 1 2  (англ.) Edwards, A.W.F. (2000). Carl Düsing (1884) on The Regulation of the Sex-Ratio. Theoretical Population Biology. 58 (3): 255—257. doi:10.1006/tpbi.2000.1482. PMID 11120652.
6. ↑  (англ.) Darwin, C.R. 1871 The Descent of Man, and Selection in Relation to Sex 1st ed John Murray, London
7. ↑  (англ.) Darwin, C.R. 1874 The Descent of Man, and Selection in Relation to Sex 2nd ed John Murray, London
8. ↑  (англ.) Shaw, R.F.; Mohler, J.D. (1953). The selective significance of the sex ratio. American Naturalist. 87: 337—342. doi:10.1086/281794. JSTOR 2458523.